# ضرورت مبارزه مسلحانه و رد تئوری بقا
ضرورت مبارزه مسلحانه و رد تئوری بقا اثر برجسته‌ای از امیرپرویز پویان، از بنیان‌گذاران و نظریه‌پردازان سازمان چریک‌های فدایی خلق ایران است.
پویان در این مقاله، که نخستین اثر تئوریک یک مارکسیست ایرانی پیرامون مبارزه مسلحانه بود، بی‌تحرکی و انفعال گروه‌هایی را که صرفاً به مبارزه سیاسی اعتقاد داشتند، مورد حمله قرار داد. او این انفعال را تئوری بقا نامید و خواستار مبارزه مسلحانه شد.
پویان در توضیح این که چرا طبقه کارگر علیه رژیم به پا نمی‌خیزد، تز دو مطلق را پیش کشید، به این معنا که قدرت فائق حکومت از یک سو و فقدان کلی سازمان طبقه کارگر از سوی دیگر، وضعی را ایجاد کرده است که در آن قدرت مطلق با ضعف مطلق روبروست. از نظر پویان، مبارزه مسلحانه می‌بایست این جو را در هم می‌شکست و به ایجاد یک پیشاهنگ و کسب پیروزی منجر می‌شد.